# Cantone di Mayenne-Ovest
Il Cantone di Mayenne-Ovest era una divisione amministrativa dell'arrondissement di Mayenne.
È stato soppresso a seguito della riforma complessiva dei cantoni del 2014, che è entrata in vigore con le elezioni dipartimentali del 2015.
Comprendeva parte della città di Mayenne e i comuni di:
- Alexain
- Contest
- Oisseau
- Parigné-sur-Braye
- Placé
- Saint-Baudelle
- Saint-Georges-Buttavent
- Saint-Germain-d'Anxure